# Masashi
Masashi (jap. まさし, マサシ) – męskie imię japońskie.

## Znane osoby
- Masashi (昌史) (Masashi Miwa), basista japońskiego zespołu Versailles
- Masashi (マサシ), gitarzysta japońskiego zespołu CASCADE
- Masashi Abe (雅司), były japoński narciarz
- Masashi Asaki (まさし), japoński mangaka
- Masashi Ebara (正士), japoński seiyū
- Masashi Fujimoto (政志), japoński aktor, piosenkarz, muzyk, artysta, który mieszka w Londynie
- Masashi Hamauzu (正志), japoński kompozytor muzyki do gier wideo
- Masashi Ishii (雅史), japoński niepełnosprawny kolarz
- Masashi Kishimoto (斉史), japoński mangaka
- Masashi Kato (真志), japoński pływak
- Masashi Kawakami (雅史), japoński bokser
- Masashi Motoyama (雅志), japoński piłkarz
- Masashi Nakayama (雅史), japoński piłkarz
- Masashi Nishiyama (将士), japoński judoka
- Masashi Oiso (正嗣), japoński gracz Magic: The Gathering
- Masashi Ōguro (将志), japoński piłkarz
- Masashi Ozaki (将司), japoński golfista
- Masashi Sada (まさし), japoński piosenkarz, twórca tekstów, kompozytor
- Masashi Sugawara (正志), japoński seiyū
- Masashi Tanaka (政志), japoński mangaka
- Masashi Tashiro (政/まさし), japoński prezenter telewizyjny
- Masashi Ueda (まさし), japoński mangaka